# Григоренко Ярослав Михайлович
Ярослав Михайлович Григоренко (12 жовтня 1927, Київ — 18 січня 2022, Київ) — український науковець, дійсний член НАН України, фахівець у галузі прикладної математики та механіки. Доктор технічних наук (1970), професор (1973), академік НАН України (1992). Учасник Другої світової війни

## Біографічні відомості
Народився 12 жовтня 1927 року в Києві. У 1942 р. був вивезений на роботи в Німеччину. У січні 1945 р. втік. 
Повернувшись додому, пішов в армію, де служив до жовтня 1948 р. Після перерви вступив у 9 клас вечірньої школи, яку закінчив у 1950 р. У тому ж році став студентом механіко-математичного факультету Київського державного університету ім. Т. Г. Шевченка. 
Після його закінчення в 1955 р. пов'язав трудову діяльність з Інститутом механіки НАН України: від 1961 — завідувач відділу обчислювальних методів, від 2005 — головний науковий співробітник, з 1977 р. по 1987 р. працював заступником директора інституту з наукової роботи. 
У 1961 р. захистив кандидатську, а в 1970 р. — докторську дисертації. Від 1971 — професор Київського університету. З 1978 р. — член-кореспондент АН УРСР; з 1992 р. — академік.
Помер 18 січня 2022 року.

### Родина
Син — науковець-математик Олександр Григоренко (нар. 1955). Брат — науковець-матеріалознавець Георгій Григоренко (1939—2019).

## Наукова діяльність
Своїми працями зробив вагомий внесок у низку розділів механіки деформованого твердого тіла. Отримано важливі результати з механіки гнучких оболонок; запропоновано підходи до розв'язування задач і проведено дослідження напруженого стану оболонок у докритичній і закритичній областях; розроблено підходи до розв'язування двовимірних нелінійних задач і досліджено поведінку оболонок під дією неосесиметричних силових і температурних навантажень. Я. М. Григоренко запропонував методи для розв'язування диференціальних рівнянь у частинних похідних у задачах механіки. Розроблені вченим методи розрахунків мають велику універсальність, впроваджені й широко використовуються при проектуванні й створенні раціональних конструкцій в енергомашинобудуванні та ракетно-космічній техніці.
Отримані Я. М. Григоренком наукові результати відображені у 26 монографіях і більш ніж 400 наукових статтях. Ярослав Михайлович створив наукову школу, у якій під його керівництвом проводилась велика робота з розвитку різних аспектів теорії та розробки методів розрахунку в галузі неоднорідних анізотропних оболонок і пружних тіл. Він підготував 7 докторів і 40 кандидатів наук. Я. М. Григоренко брав участь у багатьох міжнародних конференціях, симпозіумах і семінарах, які відбувалися в Японії, США, Греції, Німеччині, Бельгії, Великій Британії, Австрії, Польщі.
Внесок ученого в механіку твердого деформованого тіла відзначений преміями. За цикл робіт із загальної теорії оболонок і дослідження полів напружень Я. М. Григоренко визнаний гідним Державної премії УРСР у галузі науки і техніки (1979). Він є автором монографії «Методи розрахунку оболонок», відзначеної Державною премією УРСР у галузі науки і техніки (1986). Йому присуджено іменні премії — ім. М. К. Янгеля АН України (1985) та ім. О. М. Динника НАН України (1996).
Ярослав Михайлович був заступником академіка-секретаря Відділення механіки НАН України, членом Національного комітету України, входив до складу наукових рад НАН України з проблем «Механіка деформованого твердого тіла», «Підвищення надійності й довговічності машин і споруд», «Наукові основи теплових машин», «Обчислювальна математика». Член редколегії міжнародного наукового журналу «Прикладна механіка».

## Журнальні публікації
- Визначення напружено-деформованого стану анізотропних термочутливих циліндрів / Я. М. Григоренко, А. Т. Василенко // Мат. методи та фіз.-мех. поля. — 1998. — 41, N 1. — С. 73-77. — Бібліогр.: 10 назв. — укр.

У просторовій постановці розглянуто клас задач про напружений стан осесиметрично нагрітого довільно неоднорідного по товщині анізотропного циліндра з урахуванням залежності механічних характеристик від температури. Розв'язування крайових задач виконується чисельним методом. Проведено дослідження температурних і механічних полів у композитних циліндрах.
- Визначення температурних полів і напружень в неоднорідних анізотропних оболонках у різних постановках / Я. М. Григоренко, А. Т. Василенко // Мат. методи та фіз.-мех. поля. — 2003. — 46, N 1. — С. 21-31. — Бібліогр.: 25 назв. — укр.

Запропоновано підходи до визначення термонапруженого стану певних класів оболонок у класичній, уточненій і просторовій постановках. У класичній постановці розглянуто задачі про деформацію оболонок обертання, неколових циліндричних оболонок і пологих прямокутних у плані оболонок. Наведено розв'язок задачі про визначення прогинів у двошарових циліндричній та конічній оболонках і кільцевій пластині. У межах уточненої моделі прямолінійного елемента, доповненої врахуванням температурного обтиснення за товщиною, розв'язано задачу про деформацію тришарової параболічної оболонки обертання із заповнювачем. На основі співвідношень просторової теорії пружності анізотропного тіла розв'язано задачі про визначення температурних полів і напружень у шаруватих циліндричних оболонках. Запропоновано підхід до розв'язування задач про деформацію довгих порожнистих циліндрів за дії температури, яка періодично змінюється у часі.
- Гетерогенна математична модель пружного тіла з тонким податливим на згин включенням / Л. І. Винницька, Я. М. Григоренко, Я. Г. Савула // Доп. НАН України. — 2009. — N 9. — С. 62-66. — Бібліогр.: 8 назв. — укр.

Описано гетерогенну математичну модель пружного тіла з тонким включенням. Напружено-деформований стан включення змодельовано співвідношеннями безмоментної теорії оболонок, для масивної частини застосовано співвідношення класичної теорії пружності. Результати числових експериментів надано для плоскої задачі, що описує розтяг пластини з круговим отвором. Досліджено вплив тонкого покриття на коефіцієнт концентрації напружень і розподіл напружень у пластині.
- Деформация гибкой некруговой длинной цилиндрической оболочки при неравномерной нагрузке / Я. М. Григоренко, Ю. Б. Касьян // Приклад. механика. — 2001. — 37, N 3. — С. 65-70. — Библиогр.: 15 назв. — рус.

Побудовано точний розв'язок нелінійної задачі про докритичне і закритичне деформування пружної довгої циліндричної оболонки з некруговим поперечним перерізом за умов нерівномірного навантаження та жорсткого закріплення контурів. Розв'язок подано у вигляді двох залежностей, виражених через елементарні функції. На графіках показано як змінюється величина прогину залежно від законів зміни кривизни та розподілення навантаження.
- Деформирование гибких некруговых цилиндрических оболочек при совместном действии двух видов нагружения / Я. М. Григоренко, Л. В. Харитонова // Приклад. механика. — 2007. — 43, N 7. — С. 58-65. — Библиогр.: 11 назв. — рус.

Одержано точний аналітичний розв'язок нелінійної крайової задачі для гнучкої довгої некругової циліндричної оболонки змінної кривизни в поперечному перерізі за сумісної дії двох видів навантаження — крайових згинальних моментів і поверхневого навантаження. Проаналізовано деформування оболонок у випадку вказаного навантаження.
- Динамическое деформирование слоистых оболочек из вязкоупругих материалов / Я. М. Григоренко, Е. И. Беспалова, А. Б. Китайгородский // Приклад. механика. — 1999. — 35, N 1. — С. 58-62. — Библиогр.: 11 назв. — рус.

Запропоновано підхід до визначення динамічного напруженого стану оболонок обертання та циліндричних оболонок довільного поперечного перерізу з анізотропних в'язкопружних матеріалів при гармонічному навантаженні. Задачі розв'язуються в рамках гіпотези Кірхгофа-Лява та теорії типу Тимошенка. Обговорюється хід резонансних кривих шаруватої сферичної оболонки.
- До розрахунку динамічних характеристик просторових тіл скінченних розмірів / О. І. Беспалова, Я. М. Григоренко, А. Б. Китайгородський // Доп. НАН України. — 1999. — N 11. — С. 63-66. — Бібліогр.: 6 назв. — укр.
- Ефект обтиску в задачах про коливання попередньо навантажених оболонок / Я. М. Григоренко, О. І. Беспалова, Г. П. Урусова // Доп. НАН України. — 2008. — N 7. — С. 66-70. — Библиогр.: 12 назв. — укр.

The paper presents a technique for studying the natural frequencies of nonthin inhomogeneous shells of revolution acted by static axisymmetrical loads. The technique is based on a nonclassic shell model that takes all the kinds of transverse deformation (transverse shears and reduction across a wall thickness) into account. The efficiency of allowing for the reduction across the wall thickness is illustrated by the example of a substantially inhomogeneous nonthin cylindrical shell with complicated structure.
- Застосування дискретних рядів Фур'є до розв'язання крайових задач статики пружних тіл неканонічної форми / Я. М. Григоренко, Л. С. Рожок // Мат. методи та фіз.-мех. поля. — 2005. — 48, N 2. — С. 79-100. — Бібліогр.: 19 назв. — укр.

Для розв'язання двовимірних крайових задач про напружений стан пластин, оболонок і просторових тіл запропоновано нетрадиційний підхід, що базується на зведенні двовимірних задач до одновимірних з застосуванням дискретних рядів Фур'є. Двовимірна крайова задача містить як множники при розв'язувальних функціях геометричні та механічні параметри, що не дозволяють відокремити змінні. Введення доповняльних функцій, які включають в себе розв'язувальні функції та їх похідні разом з вказаними множниками, дозволяє за рахунок розвинення усіх функцій в ряди Фур'є в одному координатному напрямку звести задачу до одновимірної. Під час інтегрування одновимірної крайової задачі амплітудні значення доповняльних функцій визначаються за допомогою рядів Фур'є функцій, що задані на дискретній множині точок. Одновимірну крайову задачу розв'язано стійким числовим методом дискретної ортогоналізації. Наведено результати розв'язання задач у вигляді графіків і таблиць.
- Исследование влияния геометрических параметров на напряженное состояние цилиндрических оболочек с гофрированным эллиптическим поперечным сечением / Я. М. Григоренко, А. Я. Григоренко, Л. И. Захарийченко // Приклад. механика. — 2009. — 45, N 2. — С. 91-98. — Библиогр.: 14 назв. — рус.

За допомогою розробленого підходу до розв'язання задач статики циліндричних оболонок з поперечним перерізом у вигляді гофрованого еліпса досліджено напружено-деформований стан вказаних оболонок залежно від зміни їх геометричних параметрів і товщини. Проаналізовано розподіл прогину та напружень уздовж напрямної за різних значень частоти і амплітуди гофрування та степеня еліптичності оболонки.
- Исследование влияния изменения кривизны и распределения нагрузки на деформирование гибкой длинной цилиндрической оболочки / Я. М. Григоренко, Ю. Б. Касьян // Приклад. механика. — 2002. — 38, N 3. — С. 81-85. — Библиогр.: 11 назв. — рус.

На базі точних аналітичних розв'язків нелінійної задачі про деформацію гнучкої довгої некругової оболонки під дією нерівномірного нормального навантаження в разі жорсткого та шарнірного закріплення країв проведено дослідження впливу зміни кривизни та розподілу навантаження на залежність прогину від навантаження. На графіках показано як зміна параметрів кривизни та навантаження впливає на величину верхнього критичного значення.
- Исследование влияния изменения частоты и амплитуды гофрировки цилиндрических оболочек на их напряженно-деформированное состояние / Я. М. Григоренко, Л. И. Захарийченко // Приклад. механика. — 2003. — 39, N 12. — С. 78-85. — Библиогр.: 14 назв. — рус.

На основі розробленого підходу до розв'язання двовимірних задач статики некругових циліндричних оболонок проведено дослідження впливу зміни частоти та амплітуди гофрировки на напружено-деформований стан оболонок. Результати розрахунків наведено на графіках і в таблицях.
- Исследование влияния переменности толщины и нагрузки по направляющей на деформацию цилиндрических оболочек эллиптического сечения / Я. М. Григоренко, Л. И. Захарийченко // Приклад. механика. — 2002. — 38, N 10. — С. 82-88. — Библиогр.: 16 назв. — рус.

На підставі розв'язання крайових задач про напружено-деформівний стан циліндричних оболонок з еліптичним поперечним перерізом, товщина яких змінюється вздовж напрямної, досліджено вплив зміни товщини та навантаження на їх деформування. В таблицях і на графіках наведено результати розрахунків для прогину та згинаючого моменту в залежності від граничних умов та навантаження.
- Исследование напряженно-деформированного состояния замкнутых нетонких ортотропных конических оболочек переменной толщины / Я. М. Григоренко, О. А. Авраменко // Приклад. механика. — 2008. — 44, N 6. — С. 46-58. — Библиогр.: 17 назв. — рус.

На підставі розробленого підходу до розв'язання двовимірних задач статики нетонких конічних оболонок змінної товщини, що базується на сплайн-апроксимації та застосуванні стійкого числового методу розв'язання одновимірних задач, досліджено вплив зміни геометричних параметрів на напружено-деформований стан оболонок.
- Исследование напряженно-деформированного состояния прямоугольных пластин при изменении их толщины и сохранении веса / Я. М. Григоренко, Л. С. Рожок // Приклад. механика. — 2002. — 38, N 2. — С. 58-64. — Библиогр.: 12 назв. — рус.

Досліджено напружено-деформівний стан прямокутних пластин за умов зміни їх товщини та сталої ваги. Задано закони зміни товщини, залежні від параметрів таким чином, що за різних їх значень вага пластини зберігається. Для розв'язання задачі використано дискретні ряди Фур'є, що дозволяють звести двовимірну задачу до одновимірної. Наведено результати розрахунків.
- Исследование напряженно-деформированного состояния упругих тел на основании гетерогенной математической модели / Я. М. Григоренко, Я. Г. Савула, О. С. Коссак // Приклад. механика. — 2000. — 36, N 12. — С. 69-78. — Библиогр.: 12 назв. — рус.

Сформульовано гетерогенну математичну модель, в рамках якої дозволяється одночасно використовувати рівняння теорії пружності та рівняння теорії оболонок типу Тимошенка для опису різних фрагментів конструкції. Запропоновану модель можна записати як замкнену систему диференційних рівнянь різної вимірності з граничними умовами на границі області й умовами спряження на поверхні спряження фрагментів. Сформульовано варіаційну задачу, розглянуто питання існування та єдиності розв'язку. На конкретних прикладах показано ефективність даного підходу.
- Исследование напряженного состояния гибких многослойных оболочек вращения с ортотропными слоями переменной толщины в уточненной постановке / Я. М. Григоренко, Э. А. Абрамидзе // Приклад. механика. — 2001. — 37, N 11. — С. 68-74. — Библиогр.: 10 назв.

Розглянуто один із варіантів уточненої теорії гнучких шаруватих оболонок з ортотропними шарами змінної товщини, в якому враховується наявність у кожному шарі локальних кутів повороту, зумовлених поперечним зсувом, що дозволяє одержати рівняння, порядок яких не залежить від кількості шарів. Наведено основні рівняння та результати розрахунку для тришарової ортотропної тороїдальної оболонки для вісесиметричного навантаження.
- Исследование напряженного состояния некруговых цилиндрических оболочек с поперечным сечением в виде соединенных выпуклых полугофров / Я. М. Григоренко, А. Я. Григоренко, Л. И. Захарийченко // Приклад. механика. — 2006. — 42, N 4. — С. 73-82. — Библиогр.: 13 назв. — рус.

Розроблено підхід до розв'язання задачі про напружено-деформований стан некругових циліндричних оболонок з складним поперечним перерізом у вигляді з'єднаних випуклих напівгофрів. Наведено числові результати розв'язання задач.
- Исследование напряженного состояния нетонких цилиндрических оболочек с эллиптическим поперечным сечением в уточненной и пространственной постановках / Я. М. Григоренко, Г. П. Урусова, Л. С. Рожок // Приклад. механика. — 2006. — 42, N 8. — С. 44-57. — Библиогр.: 13 назв. — рус.

На основі уточненої моделі, побудованої на гіпотезі прямої лінії, та просторової моделі досліджено напружений стан некругових нетонких оболонок з еліптичним поперечним перерізом за певних граничних умов на торцях залежно від зміни товщини та параметра еліптичності оболонки. Проведено порівняльний аналіз одержаних результатів та встановлено границі застосовності уточненої теорії до розв'язування даного класу задач.
- Исследование напряженного состояния ортотропных некруговых цилиндрических оболочек переменной толщины в уточненной постановке / Я. М. Григоренко, С. Н. Яремченко // Приклад. механика. — 2004. — 40, N 3. — С. 35-44. — Библиогр.: 12 назв. — рус.

Розроблено підхід до розв'язання задач про напружено-деформований стан ортотропних циліндричних оболонок змінної товщини з некруговим поперечним перерізом в уточненій постановці. Як приклад наведено результати розподілу прогину та напружень залежно від зміни товщини в разі збереження ваги оболонки.
- Исследование напряженного состояния полных эллиптических цилиндров при изменении их эксцентриситета и толщины / Я. М. Григоренко, Л. С. Рожок // Приклад. механика. — 2002. — 38, N 8. — С. 69-82. — Библиогр.: 13 назв. — рус.

На підставі розробленого підходу до розв'язання крайових задач про напружений стан некругових циліндрів проведено дослідження еліптичних циліндрів у випадку зміни їх ексцентриситету та товщини під час рівномірного та локального навантаження.
- Исследование несимметричного напряженно-деформированного состояния трансверсально-изотропных цилиндров при различных граничных условиях на торцах / Я. М. Григоренко, Н. Н. Крюков // Приклад. механика. — 1998. — 34(44), N 7. — С. 3-10. — Библиогр.: 18 назв.

У тривимірній постановці дається підхід до розв'язання класу задач про напружено-деформований стан трансверсально-ізотропних циліндрів скінченної довжини під дією несиметричних навантажень на бокових поверхнях і при різних граничних умовах на торцях. Цей підхід базується на основі відокремлення змінної в коловому напрямі і застосуванні методів сплайн-колокації і дискретної ортогоналізації для розв'язання крайової задачі. Наведено результати розрахунків і аналізу впливу граничних умов, несиметрії навантажень на розподіл переміщень і напружень в циліндрах.
- К определению критических значений нагрузки при деформировании гибких некруговых цилиндрических оболочек с жестко закрепленными краями / Я. М. Григоренко, Л. В. Харитонова // Приклад. механика. — 2005. — 41, N 11. — С. 78-87. — Библиогр.: 16 назв. — рус.

Запропоновано підхід до визначення граничних критичних значень навантаження у разі деформування гнучких некругових довгих циліндричних оболонок у випадку нерівномірного навантаження та жорсткого закріплення поздовжніх країв. Побудовано точний аналітичний розв'язок задачі та досліджено критичні точки.
- К решению задачи о напряженном состоянии некруговых цилиндрических оболочек переменной толщины / Я. М. Григоренко, Л. И. Захарийченко // Приклад. механика. — 1998. — 34, N 12. — С. 26-33. — Библиогр.: 13 назв. — рус.

Запропоновано методику розв'язування двомірних крайових задач про напружено-деформований стан некругових відкритих і замкнених циліндричних оболонок змінної товщини під дією поверхневого навантаження. Розв'язання задачі базується на застосуванні методу сплайн-колокації по напрямній і методу дискретної ортогоналізації вздовж твірної. Наводяться приклади розв'язання задач для еліпсоїдальних циліндричних оболонок змінної товщини.
- К решению задачи о напряженном состоянии полых цилиндров с гофрированным эллиптическим поперечным сечением / Я. М. Григоренко, Л. С. Рожок // Приклад. механика. — 2004. — 40, N 2. — С. 67-73. — Библиогр.: 14 назв. — рус.

На базі рівнянь просторової теорії пружності викладено підхід до розв'язання крайової задачі про напружений стан порожнистих циліндрів за певних граничних умов на торцях з еліптичним гофрованим поперечним перерізом. З застосуванням дискретних рядів Фур'є задачу зведено до одновимірної, яка розв'язується за допомогою стійкого числового методу дискретної ортогоналізації. Наведено результати розв'язання конкретних задач для циліндрів різної товщини.
- К решению задачи о напряженном состоянии сплошных цилиндров при различных граничных условиях на торцах / Я. М. Григоренко, А. Я. Григоренко, Л. С. Рожок // Приклад. механика. — 2006. — 42, N 6. — С. 24-31. — Библиогр.: 16 назв. — рус.

Запропоновано один підхід до розв'язання просторової задачі про напружений стан суцільних кругових циліндрів за вісесиметричного поверхневого навантаження для двох видів граничних умов на торцях: простого опирання та жорсткого закріплення. Для першого варіанта граничних умов можна відокремити змінні вздовж твірної за допомогою рядів Фур'є. Для другого варіанта граничних умов застосовується сплайн-апроксимація по довжині циліндра. Одержані одновимірні задачі розв'язуються за допомогою стійкого числового методу дискретної ортогоналізації. У цьому випадку на осі циліндра розкриваються невизначеності в розв'язувальних рівняннях. Результати розрахунків наведено на графіках для радіального переміщення та колового і подовжнього напружень.
- К решению задачи статики конических оболочек переменной в окружном направлении толщины с применением дискретных рядов Фурье / Я. М. Григоренко, В. А. Цыбульник // Приклад. механика. — 2005. — 41, N 9. — С. 26-37. — Библиогр.: 19 назв. — рус.

Розроблено підхід до розв'язання класу двовимірних крайових задач про напружено-деформований стан конічних оболонок змінної у коловому напрямі товщини. Підхід базується на застосуванні дискретних рядів Фур'є для відокремлення змінних і зведення двовимірної задачі до одновимірної. Одновимірна крайова задача розв'язується за допомогою стійкого числового методу дискретної ортогоналізації. Наведено результати розв'язання задач у вигляді графіків і таблиць.
- К решению краевых задач теории слоистых ортотропных трапецоидальных пластин переменной толщины на основе сплайн-аппроксимации / Я. М. Григоренко, Н. Н. Крюков, Н. С. Яковенко // Приклад. механика. — 2005. — 41, N 4. — С. 85-93. — Библиогр.: 13 назв. — рус.

Наведено розв'язання задачі про згин шаруватих ортотропних трапецоїдальних пластин змінної товщини, що базується на параметризації заданої області та зведенні двовимірної граничної задачі до одновимірної за допомогою методу сплайн-колокації та розв'язання останньої з використанням стійкого числового методу дискретної ортогоналізації. Проаналізовано вплив ортотропії та змінності товщини на поля переміщень і напружень для різних параметрів ортотропії та геометрії пластини.
- Линейные и нелинейные задачи упругого деформирования оболочек сложной формы и методы их численного решения / Я. М. Григоренко, Я. Г. Савула, И. С. Муха // Приклад. механика. — 2000. — 36, N 8. — С. 3-27. — Библиогр.: 206 назв. — рус.

Наведено аналіз деяких підходів до розв'язання задач пружного деформування тонкостінних тіл складної форми на базі лінійних і геометрично нелінійних моделей. Запропоновано загальну характеристику класичних підходів до розв'язання задач. Розглянуто підходи з використанням нових класів поверхонь. Наведено результати розв'язання деяких задач про напружений стан оболонкових елементів складної форми.
- Механика композитов: В 12 т. Т. 8. Статика элементов конструкций / Я. М. Григоренко, А. Т. Василенко, И. Г. Емельянов, Н. Н. Крюков, Ю. Н. Немиш, Н. Д. Панкратова, Б. Л. Пелех, Г. Г. Влайков, А. В. Максимук, Г. П. Урусова; Ред.: А. Н. Гузь; НАН Украины. Ин-т механики. — К.: Наук. думка, 1999. — 379 с.: іл. — Библиогр.: 170 назв. — ISBN 5-12-003157-9 . — рус.

Викладено основи статики оболонок з композитних матеріалів в різних постановках: класичній, уточненій і просторовій. Наведено основні співвідношення, подано формулювання задач і запропоновано підходи до розрахунку полів напружень і переміщень композитних оболонкових елементів різної форми і структури з урахуванням анізотропії та неоднорідності їх пружних властивостей. Розглянуто задачі для тонкостінних елементів конструкцій у вигляді оболонок обертання, некругових циліндричних оболонок, пологих оболонок, оболонок з криволінійною віссю при різних навантаженнях. Сформульовано співвідношення деяких варіантів уточнених моделей та проведено дослідження оболонкових систем з композитних матеріалів. Подано постановку задачі та виконано розрахунки напружено-деформованого стану пружних тіл канонічної та неканонічної форми з урахуванням анізотропії та неоднорідності матеріалу. Досліджено деформацію тонких композитних оболонок в геометрично нелінійній постановці при силових навантаженнях і температурних полях. Запропоновано підходи до розв'язання задач про контактну взаємодію тонкостінних елементів оболонкових конструкцій з композитних матеріалів з пружними і жорсткими тілами.
- Механіко-математичне моделювання ортодонтичного лікування з використанням преортодонтичних трейнерів / Я. М. Григоренко, О. Я. Григоренко, М. М. Тормахов, П. С. Фліс, В. В. Філоненко // Доп. НАН України. — 2006. — N 5. — С. 172—179. — Бібліогр.: 9 назв. — укр.

The correction of maxillary anomalies and deformations with the help of a pre-orthodontic trainer is investigated. This can be used in medical practice for the forecast of the duration and consequences of a treatment. The technique of a research of a stress-strain state of the system, which includes a pre-orthodontic trainer and a maxilla, is developed. The elastic properties of the pre-orthodontic trainer material are investigated. The research of the process of treatment of a specific patient is carried out. The value and direction of the forces which act on the tooth sets of the patient are defined, and the forecast of the treatment is made.
- Напружений стан шаруватих оболонок обертання при проковзуванні шарів / Я. М. Григоренко, А. Т. Василенко // Доп. НАН України. — 1999. — N 3. — С. 49-52. — Бібліогр.: 6 назв. — укр.
- Напряженное состояние полых слоистых неоднородных эллиптических цилиндров при поверхностной нагрузке / Я. М. Григоренко, Л. С. Рожок // Приклад. механика. — 2002. — 38, N 9. — С. 87-96. — Библиогр.: 16 назв. — рус.

Наведено розв'язання задачі та виконано дослідження напруженого стану порожнистих неоднорідних шаруватих еліптичних циліндрів залежно від ступеня їх еліптичності та жорсткості середнього шару. Розв'язання задачі пов'язано з використанням дискретних рядів Фур'є. Наведено приклади розрахунку.
- Некоторые подходы к исследованию деформирования гибких оболочек / Я. М. Григоренко // Мат. методи та фіз.-мех. поля. — 2008. — 51, N 2. — С. 152—165. — Библиогр.: 16 назв. — рус.
- Некоторые подходы к решению задач теории тонких оболочек с переменными геометрическими и механическими параметрами / Я. М. Григоренко, А. Т. Василенко // Приклад. механика. — 2002. — 38, N 11. — С. 32-68. — Библиогр.: 83 назв. — рус.

Наведено та обговорено ряд підходів до розв'язання задач про напружений стан анізотропних неоднорідних оболонок в класичній постановці. Викладено підходи до розв'язання одновимірних та двовимірних задач статики тонких оболонок зі змінними параметрами. Наведено підходи до розв'язання задач про напружено-деформований стан анізотропних оболонок обертання за умов осесиметричного та неосесиметричного навантажень, пологих двоопуклих оболонок, некругових циліндричних оболонок, пластин різної форми, оболонок складної геометрії.
- О влиянии геометрического параметра на деформирование гибкой некруговой цилиндрической оболочки при шарнирном закреплении краев / Я. М. Григоренко, Ю. Б. Касьян // Приклад. механика. — 2003. — 39, N 2. — С. 55-61. — Библиогр.: 14 назв. — рус.

На базі побудованого точного аналітичного розв'язку нелінійної крайової задачі досліджено вплив узагальненого геометричного параметра, що характеризує товщину та кривизну, на деформування в докритичній і закритичній областях нескінченно довгої некругової циліндричної оболонки під час нерівномірно розподіленому вздовж поперечного перерізу навантаження та шарнірному закріпленні країв. Наведено графіки залежності прогину від навантаження за різних значень геометричного параметра.
- О влиянии изменения толщины на перемещения и напряжения в ортотропных нетонких цилиндрических оболочках с эллиптическим поперечным сечением / Я. М. Григоренко, С. Н. Яремченко // Приклад. механика. — 2004. — 40, N 8. — С. 91-99. — Библиогр.: 12 назв. — рус.

На підставі розв'язання двовимірних крайових задач проаналізовано вплив зміни товщини у разі збереження ваги на напружено-деформований стан ортотропних циліндричних оболонок з еліптичним поперечним перерізом в уточненій постановці.
- О влиянии параметров ортотропии на напряженное состояние полых цилиндров с эллиптическим поперечным сечением / Я. М. Григоренко, Л. С. Рожок // Приклад. механика. — 2007. — 43, N 12. — С. 82-90. — Библиогр.: 16 назв. — рус.

На базі розробленого підходу до розв'язання задачі з застосуванням дискретних рядів Фур'є проаналізовано напружений стан ортотропних і трансверсально-ізотропних еліптичних порожнистих циліндрів.
- О влиянии частоты и амплитуды гофрировки полых эллиптических цилиндров на их напряженное состояние / Я. М. Григоренко, Л. С. Рожок // Приклад. механика. — 2004. — 40, N 9. — С. 87-93. — Библиогр.: 15 назв. — рус.

На базі запропонованого підходу до розв'язання задач про напружений стан некругових циліндрів з гофрованим еліптичним поперечним перерізом за певних граничних умов на торцях досліджено вплив частоти й амплітуди гофрування на поля переміщень і напружень.
- Про вплив граничних умов на напружено-деформований стан трансверсально-ізотропних циліндрів скінченної довжини / Я. М. Григоренко, М. М. Крюков // Доп. НАН України. — 1999. — N 4. — С. 60-63. — Бібліогр.: 7 назв. — укр.
- Про числово-аналітичне розв'язання задач статики локально навантажених оболонок обернення / А. Т. Василенко, Я. М. Григоренко, Г. К. Судавцова // Доп. НАН України. — 2000. — N 7. — С. 45-49. — Бібліогр.: 10 назв. — укр.
- Прогнозирование наличия места зубам в зубной дуге с помощью математического моделирования / Я. М. Григоренко, А. Я. Григоренко, Н. Н. Тормахов, П. С. Флис, Ю. А. Триль // Вісн. стоматології. — 2010. — N 1. — С. 58-62. — Библиогр.: 8 назв. — рус.
- Расчет гофрированных цилиндрических оболочек при различных граничных условиях на торцах / Я. М. Григоренко, Л. И. Захарийченко // Приклад. механика. — 1999. — 35, N 9. — С. 38-46. — Библиогр.: 18 назв. — рус.

Запропоновано підхід до розв'язання задач статики гофрованих циліндричних оболонок змінної товщини на основі сплайн-апроксимації у напрямі твірної та стійкого чисельного методу дискретної ортогоналізації вздовж напрямної. Розв'язано задачі про напружено-деформований стан гофрованих оболонок зі змінною вздовж напрямної товщиною та різними амплітудами і частотами гофрів за різних умов закріплення торців. Проведено аналіз впливу граничних умов, виду гофрування та законів зміни товщини на фактори напружено-деформованого стану оболонок.
- Расчет напряженно-деформированного состояния ортотропных замкнутых и открытых некруговых цилиндрических оболочек / Я. М. Григоренко, А. Я. Григоренко, Л. И. Захарийченко // Приклад. механика. — 2005. — 41, N 7. — С. 83-92. — Библиогр.: 15 назв. — рус.

Розроблено підхід до розв'язання класу задач про напружено-деформований стан ортотропних замкнених та відкритих циліндричних оболонок змінної товщини з некруговим поперечним перерізом для різного виду навантаження та закріплення контурів. Як приклад наведено результати розподілу прогину та тангенціального зусилля вздовж напрямної для оболонок з еліптичним перерізом для деяких варіантів ортотропії.
- Расчет напряженного состояния полых цилиндров с гофрами в поперечном сечении / Я. М. Григоренко, Л. С. Рожок // Приклад. механика. — 2002. — 38, N 12. — С. 72-81. — Библиогр.: 16 назв. — рус.

В просторовій постановці наведено розв'язання задачі про напружений стан порожнистих циліндрів з гофрами в поперечному перерізі для певних граничних умов на їх торцях, які дозволяють звести тривимірну задачу до двовимірної. На основі застосування дискретних рядів Фур'є задачу зведено до одновимірної, яку розв'язано із використанням стійкого числового методу дискретної ортогоналізації. Проведено дослідження напруженого стану циліндрів залежно від зміни їх товщини та параметрів гофрів.
- Расчет некруговых цилиндрических оболочек с гофрами в поперечном сечении в уточненной постановке / Я. М. Григоренко, С. Н. Яремченко // Приклад. механика. — 2005. — 41, N 1. — С. 18-24. — Библиогр.: 15 назв. — рус.

Запропоновано підхід до розв'язання задач статики нетонких циліндричних гофрованих оболонок в напрямку напрямної на основі сплайн-апроксимації розв'язку у напрямку твірної та стійкого числового методу вздовж напрямної. Наведено результати розв'язання задач для ізотропних та трансверсально-ізотропних оболонок сталої та змінної товщини у вигляді графіків та таблиць.
- Решение задач о напряженно-деформированном состоянии некруговых цилиндрических оболочек с гофрированным эллиптическим поперечным сечением / Я. М. Григоренко, А. Я. Григоренко, Л. И. Захарийченко // Приклад. механика. — 2006. — 42, N 9. — С. 70-78. — Библиогр.: 13 назв. — рус.

Розроблено підхід до розв'язання крайової задачі про напружено-деформований стан некругових циліндричних оболонок з поперечним перерізом у вигляді гофрованого еліпса на базі сплайн-апроксимації розв'язку та розв'язанні одновимірної задачі за допомогою стійкого числового методу дискретної ортогоналізації. Результати розв'язання задач надано у вигляді графіків та таблиці.
- Решение задач о напряженно-деформированном состоянии цилиндрических оболочек с косыми срезами на основе сплайн-аппроксимации / Я. М. Григоренко, Н. Н. Крюков, Н. С. Холкина // Приклад. механика. — 2009. — 45, N 12. — С. 116—123. — Библиогр.: 14 назв. — рус.

Надано розв'язок задачі про згин кругових циліндричних оболонок зі скісними зрізами, що базується на параметризації циліндричної оболонки і зведенні двовимірної крайової задачі до одновимірної за допомогою методу сплайн-колокацій та розв'язання останньої стійким числовим методом дискретної ортогоналізації. Проаналізовано вплив змінності геометричних параметрів на поля переміщень кругових циліндрів зі скісними зрізами.
- Решение задач о напряженном состоянии тонких оболочек вращения при локальных нагрузках / А. Т. Василенко, Я. М. Григоренко, Г. К. Судавцова // Приклад. механика. — 2000. — 36, N 4. — С. 106—113. — Библиогр.: 22 назв. — рус.

Запропоновано підхід до розв'язання задач деформації локально навантажених ортотропних оболонок обертання. Вихідна розв'язувальна система диференціальних рівнянь у частинних похідних за допомогою певних аналітичних перетворень записується у вигляді, в якому вільні члени, що характеризують поверхневе навантаження, є неперервними функціями колової координати. Це дозволяє прискорити збіжність тригонометричних рядів, якими зображується шуканий розв'язок. Одновимірні крайові задачі розв'язуються стійким числовим методом. Наведено приклади розв'язування задач про напружений стан циліндричної оболонки.
- Решение задач статики некруговых цилиндрических оболочек в различных постановках на основе нетрадиционных подходов / Я. М. Григоренко // Приклад. механика. — 2007. — 43, N 1. — С. 45-65. — Библиогр.: 22 назв. — рус.

У класичній, уточненій і просторовій постановках надано розв'язання задач про напружений стан некругових циліндричних оболонок за допомогою нетрадиційних підходів із застосуванням дискретних рядів Фур'є та сплайн-функцій. Наведено результати розв'язання задач для ізотропних та ортотропних оболонок у вигляді графіків і таблиць.
- Решение задачи о деформации гибкой некруговой длинной цилиндрической оболочки под неравномерной нагрузкой при шарнирно закрепленных краях / Я. М. Григоренко, Ю. Б. Касьян // Приклад. механика. — 2001. — 37, N 8. — С. 74-79. — Библиогр.: 8 назв. — рус.

Побудовано точний розв'язок нелінійної задачі про деформування пружної довгої циліндричної оболонки з некруговим поперечним перерізом у разі нерівномірного навантаження та шарнірного закріплення країв. Розв'язок зображено у вигляді двох співвідношень через елементарні функції. Наведено графіки результатів розрахунків.
- Решение задачи о деформировании гибких некруговых цилиндрических оболочек с действующими на краях изгибающими моментами / Я. М. Григоренко, Л. В. Харитонова // Приклад. механика. — 2006. — 42, N 11. — С. 93-100. — Библиогр.: 13 назв. — рус.

Одержано точний аналітичний розв'язок нелінійної крайової задачі для гнучкої довгої некругової циліндричної оболонки змінної кривизни в поперечному перерізі за дії згинальних моментів на поздовжніх краях. Проаналізовано напружено-деформований стан оболонок за різних значень кривизни.
- Решение задачи о напряженном состоянии трансверсально-изотропных полых цилиндров с гофрами в поперечном сечении / Я. М. Григоренко, Л. С. Рожок // Приклад. механика. — 2005. — 41, N 3. — С. 62-69. — Библиогр.: 14 назв. — рус.

У просторовій постановці надано розв'язання задачі про напружений стан порожнистих трансверсально-ізотропних циліндрів з гофрами в поперечному перерізі за певних граничних умов на торцях. На підставі застосування дискретних рядів Фур'є задача зводиться до одновимірної, яка розв'язується стійким числовим методом дискретної ортогоналізації. Наведено приклади розрахунку.
- Решение краевых задач о напряженном состоянии упругих тел сложной геометрии и структуры с применением дискретных рядов Фурье / Я. М. Григоренко // Приклад. механика. — 2009. — 45, N 5. — С. 3-52. — Библиогр.: 55 назв. — рус.

Викладено деякі підходи до розв'язання лінійних і нелінійних крайових задач про напружений стан пружних тіл складної геометрії та структури, що описуються диференціальними рівняннями у частинних похідних, на основі застосування дискретних рядів Фур'є. Наведено результати розв'язання задач у вигляді графіків і таблиць.
- Решение на основе сплайн-аппроксимации двухмерных задач статики ортотропных конических оболочек в уточненной постановке / Я. М. Григоренко, О. А. Авраменко, С. Н. Яремченко // Приклад. механика. — 2007. — 43, N 11. — С. 43-54. — Библиогр.: 16 назв. — рус.

Розроблено підхід до розв'язання двовимірних задач про напружено-деформований стан ортотропних конічних оболонок змінної товщини в уточненій постановці на підставі сплайн-апроксимації та застосуванні до розв'язання одновимірної задачі стійкого числового методу дискретної ортогоналізації. Як приклад наведено результати розподілу прогину та напружень залежно від зміни товщини та кута конусності за умови збереження об'єму оболонки.
- Розв'язання двовимірних задач про напружено-деформівний стан багатошаруватих пологих оболонок з ортотропними шарами / Я. М. Григоренко, М. М. Крюков, Ю. І. Іванова // Доп. НАН України. — 2003. — N 2. — С. 45-49. — Бібліогр.: 8 назв. — укр.

An approach to solution of boundary-value problems on a stress-strain state of layered orthotropic shells is suggested. The solution of the problem is based on a spline-approximation in one coordinate direction and the reduction of the two-dimensional problem to a one-dimensional one which is integrated by the stable numerical method of discrete orthogonalization. The results for some orthotropic materials are presented.
- Розв'язання крайових задач теорії шаруватих ортотропних пластин із застосуванням сплайн-функцій / Я. М. Григоренко, М. М. Крюков // Доп. НАН України. — 2001. — N 5. — С. 34-37. — Бібліогр.: 7 назв. — укр.
- Розв'язування задач і дослідження напруженого стану циліндричних оболонок змінної товщини з некруговим поперечним перерізом на основі сплайн-апроксимації / Я. М. Григоренко, О. Я. Григоренко, Л. І. Захарійченко // Мат. методи та фіз.-мех. поля. — 2006. — 49, N 1. — С. 7-19. — Бібліогр.: 11 назв. — укр.

Для розв'язування двовимірних крайових задач про напружено-деформований стан замкнутих і відкритих оболонок змінної товщини за дії нерівномірно розподілених і локальних навантажень для довільних видів закріплення країв запропоновано нетрадиційний підхід, що базується на сплайн-апроксимації розв'язків в одному координатному напрямку та розв'язанні одержаної одновимірної крайової задачі за допомогою стійкого числового методу дискретної ортогоналізації. Наведено результати розв'язання задач у вигляді графіків і таблиць.
- Російсько-українсько-англійський словник з механіки / Ред.: Я. М. Григоренко; Уклад.: В. М. Бастун; Ін-т механіки ім. С. П. Тимошенка НАН України, Укр. мов.-інформ. фонд. — К.: Наук. думка, 2009. — 510 с. — (Слов. України). — ISBN 978-966-00-08*32-5. — укр.

Висвітлено сучасну термінологію та номенклатуру з механіки, зокрема, теоретичної, будівельної та механіки твердого деформівного тіла. Викладено термінологію споріднених фундаментальних і прикладних дисциплін з урахуванням науково-технічних здобутків.
- Численно-аналитическое решение задач механики оболочек на основе различных моделей: Моногр. / Я. М. Григоренко, Г. Г. Влайков, А. Я. Григоренко; НАН Украины. Ин-т механики им. С. П. Тимошенко. Техн. центр. — К.: Академпериодика, 2006. — 472 с. — Библиогр.: с. 462—469. — ISBN 966-360-049-7. — рус.

## Нагороди
- Орден Трудового Червоного Прапора
- Почесна Грамота Президії Верховної Ради УРСР.
- Державна премія УРСР у галузі науки і техніки (1979).
- Премії імені М. Янгеля АН УРСР (1985).
- Премія імені О. Динника НАН України (1996).